# خباباش
خباباش أو خباش فرعون مصري كان يقيم في سايس في المنطقة الخامسة من مصر السفلى في القرن الرابع قبل الميلاد. خلال الاحتلال الفارسي الثاني لمصر (343-332 قبل الميلاد) قاد ثورة ضد الحكم الفارسي بالتنسيق مع ابنه الأكبر (من حوالي 338 إلى 335 قبل الميلاد) قبل بضع سنوات فقط من احتلال الإسكندر الأكبر لمصر. يُقال أن نختنبو الثاني (آخر حاكم محلي منفي لمصر) ربما يكون قد ساعده في هذه الثورة، لكن خباباش تم تهميشه نهائيًا نتيجة لفشل الثورة.
لا يُعرف سوى القليل عن خباباش، يشار إليه باسم «إله الأرضين»، أي ملك مصر العليا والسفلى ، و «ابن رع»، وهو لقب فرعوني آخر، وأطلق عليه اسم العرش «سنين-ستيب-إن-بتاح» في مرسوم أصدره بطليموس لاجيدس، الذي أصبح لاحقا الملك بطليموس الأول عام 305 قبل الميلاد.
في وقت ما من عام 330 قبل الميلاد، قاد حاكم مصري يُدعى كامباسوتن - المعروف على نطاق واسع باسم خباباش- غزوًا لمملكة كوش التي هزمها الملك ناستاسن كما هو مسجل في مسلة أثرية معروضة اليوم في متحف برلين. كما عُثر في سقارة على تابوت حجري على شكل ثور للإله آبيس يحمل اسمه ويرجع إلى العام الثاني من حكمه.

## وصلات خارجية
small قائمة بكتب تذكر خباباش